# Code BCH
Pour les articles homonymes, voir BCH.
Le code BCH (reprenant les initiales de ses inventeurs : Bose, Ray-Chaudhuri et Hocquenghem) est un code correcteur utilisé pour corriger des erreurs aléatoires. Plus techniquement, il est à plusieurs niveaux, cyclique et à longueur variable.
Une des caractéristiques du BCH est un contrôle précis des erreurs dans l'encodage, permettant de corriger plusieurs erreurs de bits. Un autre avantage du BCH est la facilité de décodage, via une méthode d'algèbre appelée décodage par syndrome. Cela permet de simplifier le décodage, permettant l'utilisation de petits circuits à faible consommation.
Le BCH est utilisé notamment dans les communications par satellites, lecteurs compact disc et DVD, disques durs, SSD et code-barres bidimensionnels (dont code QR).